# Wallberg
Der Wallberg ist ein 1722 m ü. NHN hoher Berg, er liegt am Tegernsee im Mangfallgebirge in den Bayerischen Voralpen.

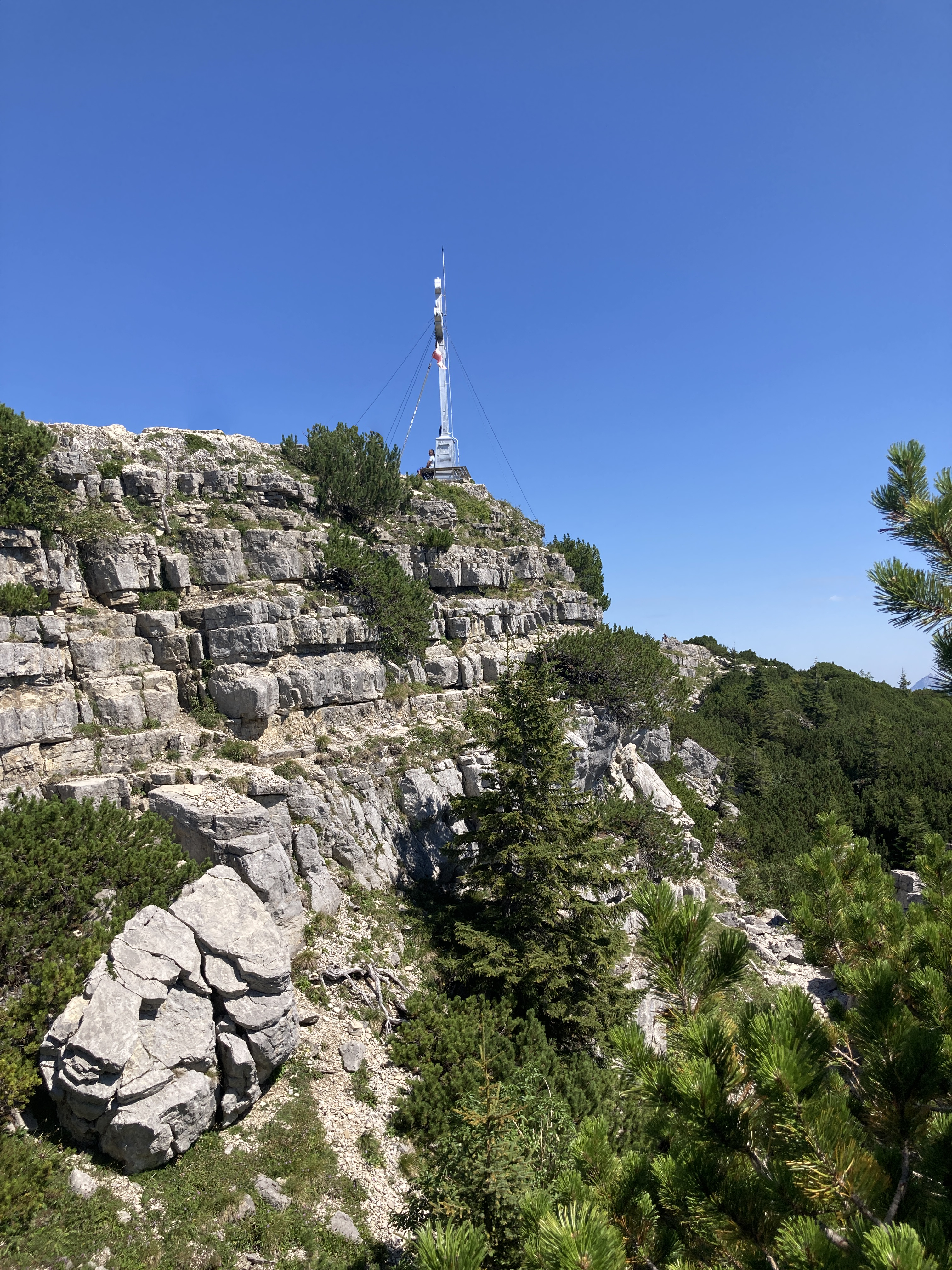
Gipfelfelsen des Wallberg mit Gipfelkreuz in 1722 m ü. NHN

## Allgemeines
Der Wallberg ist im Sommer ein beliebter Berg für Bergwanderer und im Winter ein beliebter Berg für Rodler. Die Wallberg-Rodelbahn ist Deutschlands längste Winterrodelstrecke. Durch die Wallbergbahn ist der Berg auch für weniger sportliche ein lohnendes Ziel und dient Gleitschirm- und Drachenflieger als idealer Startpunkt. Als Ausgangspunkt großer Streckenflüge der Gleitschirm- und Drachenflieger hat der Wallberg Geschichte geschrieben.
Der Anstieg von der Wallbergbahn-Talstation bei Rottach-Egern führt über einen Sattel links vorbei am Setzberg (1706 m) zur Bergstation der Wallbergbahn. Das dortige Panoramarestaurant Wallberg liegt in 1623 m Höhe. Nach weiteren 100 Höhenmetern erreicht man über einen Geröll- und Felspfad in etwa 20–30 Minuten den Gipfel mit dem Gipfelkreuz in 1722 m Höhe.
Neben der Wallbergbahn-Bergstation befindet sich der Sender Wallberg des Bayerischen Rundfunks.

## Wallberg-Panoramastraße

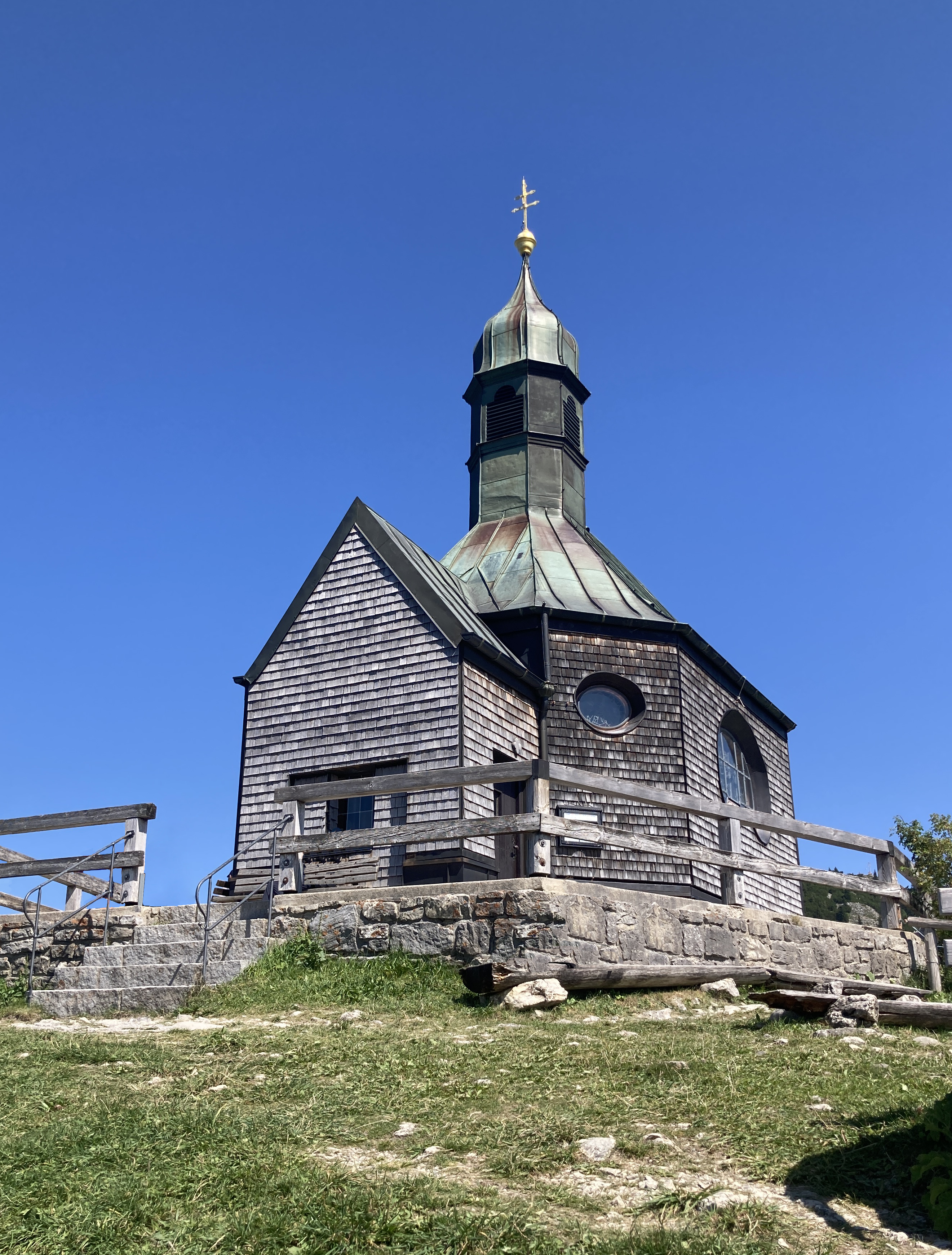
Das Wallberg-Kirchlein – Heilig Kreuz, gebaut unterhalb des Wallberggipfels in den Jahren 1907–1909 von Architekt Hans Schurr

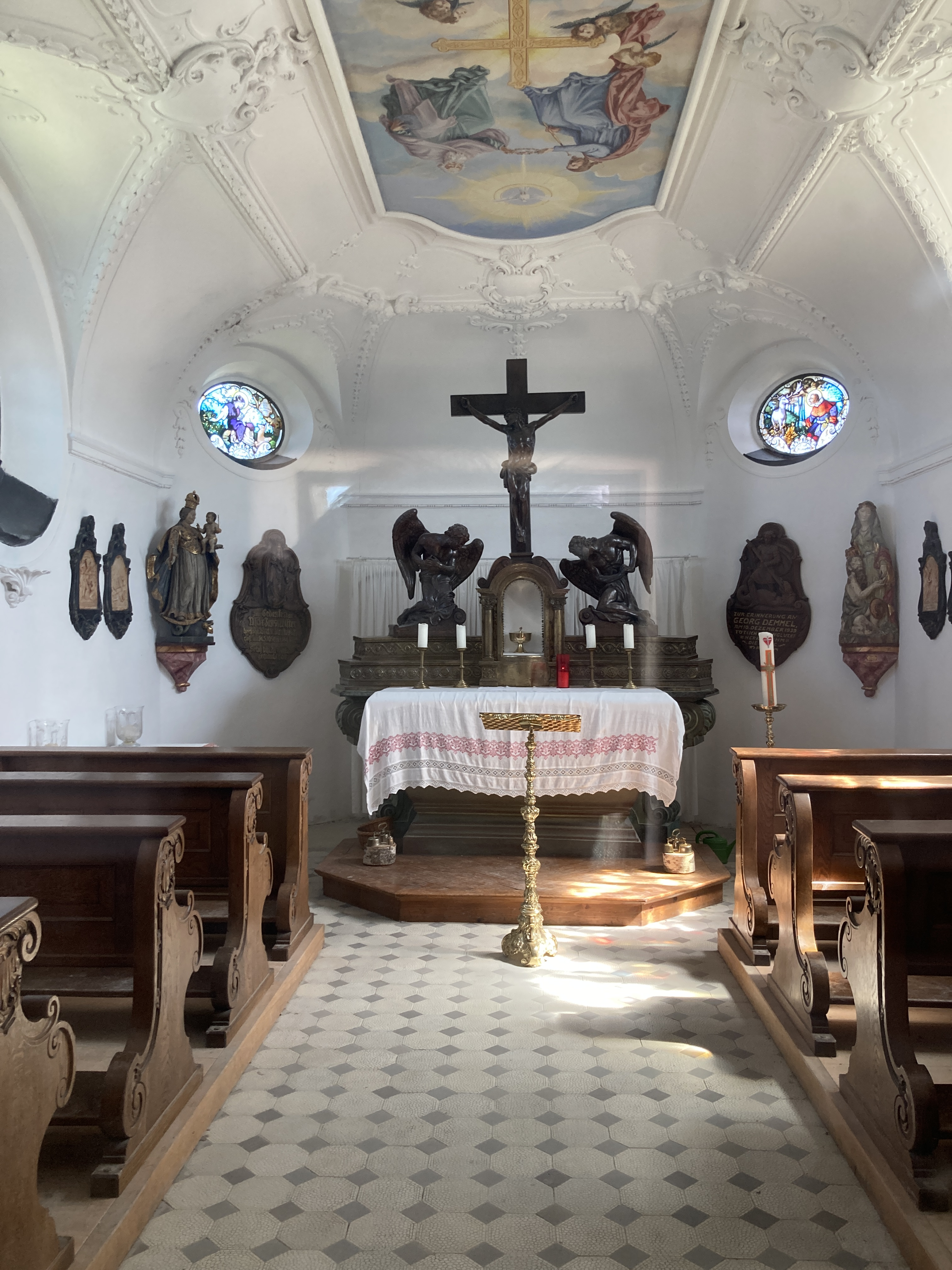
Innenansicht des Wallberg Kirchleins – Hl. Kreuz

Die asphaltierte Maut-Straße beginnt unmittelbar neben der Wallbergbahn-Talstation und führt auf 4 km Länge mit bis zu 12 %  Steigung bis auf 1.117 Meter ü. NHN zur Wallbergmoos-Alm. Auf dem dortigen großen Parkplatz endet die Strecke. Der Verkehrs- und Verschönerungsverein Rottach-Egern begann 1935 mit dem Bau der Wallberg-Panoramastraße. Die Eröffnung konnte im Jahre 1937 gefeiert werden. Ab 1959 wurden auf der Strecke mit Rennwagen und Motorrädern die Wallbergrennen veranstaltet. 1988 fand das letzte internationale Wallbergrennen statt.

## Wallberg-Kirchlein
Das Wallberg Kirchlein geht auf eine Idee des Kooperator Joseph Stadler von Egern, des Gastwirts Lorenz Bachmair von Weißach und seines Kollege Joseph Höß aus Egern zurück, die im Winter 1902 im Wallberghaus zusammensaßen. Im Februar 1903 gründeten sie den „Verein Wallbergkirchlein“, der 1905 bereits 700 Mitglieder aus dem Tegernseer Tal und München zählte. Die Wallberg-Almgenossenschaft schenkte den Bauplatz. Am 11. August 1907 legte der Münchener Domkapitular Sebastian Kirchberger, ein gebürtiger Tegernseer, den Grundstein. Der Münchner Architekt Hans Schurr entwarf den Plan und der Münchner Hofkupferschmied Franz Ragaller übernahm die Bauführung. 1909 fand die Weihe des Kirchleins statt.

## Verkehrsanbindung
Außer mit der Wallbergbahn oder zu Fuß oder mit einem Fahrrad kann man einen Teil des Wegs zum Gipfel über eine Mautstraße (Wallberg-Panoramastraße) mit dem Kraftfahrzeug zurücklegen. Anfang der 1930er-Jahre gab es Überlegungen, auf den Wallberg eine Seilbahn oder eine Autostraße zu bauen. Der Rottacher Verkehrsverein schlug dem Bayerischen Staatsministerium des Innern vor, die Wallbergstraße in die bereits projektierte Queralpenstraße einzubinden. Doch das Ministerium lehnte 1934 ab. Nach dem fehlgeschlagenen Putsch der Nationalsozialisten in Österreich im Jahr 1934 flüchteten zahlreiche SA-Männer nach Bayern. Etwa 600 dieser „Legionäre“ wurden zum Bau der Wallbergstraße eingesetzt. Der Rottacher Verkehrsverein als Bauherr zahlte einfachen Arbeitern 40 Pfennig pro Stunde. Die NSDAP sponserte wiederum den Verein. Von 1935 an wurde mit Hochdruck gearbeitet. 1937 konnte die Strecke bis zur Moosalm, dem heutigen Gasthaus Wallbergmoos, dem Verkehr übergeben werden. Ein weiterer Ausbau unterblieb aufgrund der weiteren politischen Entwicklung und des Kriegsausbruchs 1939. Im Winter ist die Straße für den Kraftfahrzeugverkehr gesperrt und in die Wallberg-Rodelstrecke einbezogen.